# Villeroy & Boch
Villeroy & Boch AG is een Europees bedrijf, met het hoofdkantoor te Mettlach in het Saarland (Duitsland). Het bedrijf maakt zowel sanitair als tafelcultuur. De afdeling tafelcultuur omvat porseleinserviezen (borden, koffie- en theeserviezen) en decoratie in porselein. In de tweede helft van de 20e eeuw kwamen hier ook bestek, en voorwerpen in kristal bij (kristalserviezen, karaffen, geschenkartikelen).

## Geschiedenis
Het bedrijf begon in het dorpje Audun-le-Tiche in Lotharingen, waar François Boch met zijn drie zoons Boch in 1748 een pottenbakkerij begon. In 1767 verhuisde het bedrijf naar het nabijgelegen Luxemburg, dit ten gevolge van de annexatie van Lotharingen door Frankrijk. Het bedrijf kreeg zo concurrentie van talrijke Franse aardewerkproducenten en werd ook afgesloten van zijn grootste afzetmarkt, Luxemburg. Het bedrijf verkreeg van het Oostenrijks bestuur van de toenmalige Zuidelijke Nederlanden vrijstelling van in- en uitvoerheffingen. Het bedrijf vestigde zich in Septfontaines en werd omgevormd naar een porseleinfabriek. In 1809 opende Jean-François Boch een fabriek in Mettlach in Duitsland. Op 14 april 1836, fuseerde het bedrijf met dat van Nicolas Villeroy en werd Villeroy & Boch (V&B).
In 1976 werd de porseleinfabriek Heinrich uit Selb (Beieren) overgenomen. Sinds 1990 worden de aandelen van het bedrijf verhandeld op de Duitse aandelenbeurs. Alhoewel nog steeds familieleden bij Villeroy & Boch werken, is de leiding niet meer in handen van een familielid. Te Mettlach werd door V&B een keramiekmuseum opgericht. Villeroy & Boch heeft zijn grootste markt nog steeds in Duitsland. De fabriek van het bedrijf in Luxemburg werd in 2010 gesloten.
Op 18 september 2023 maakte V&B de overname bekend van Ideal Standard Group. Na de overname verdubbelt de omzet van V&B, van 995 miljoen euro in 2022 naar ongeveer 1,7 miljard euro. Ideal Standard telt wereldwijd ruim 7000 medewerkers en 11 productielocaties. V&B is voornamelijk actief in Centraal- en Noord-Europa en Azië, terwijl Ideal Standard zicht richt op het Verenigd Koninkrijk, Italië en de regio Midden-Oosten/Noord-Afrika. De klanten van V&B zijn vooral particulieren terwijl Ideal Standard meer gericht is op projecten voor bijvoorbeeld de gezondheidszorg en voor ontwikkelaars van grote woningen en hotels.

## Activiteiten
V&B behaalde in 2020 zo'n 800 miljoen euro aan omzet. Er zijn twee divisies Bathroom & Welness en Tableware. Tableware levert serviesgoed en is de kleinste van de twee bedrijfsonderdelen met een aandeel tussen de 30 en 35% van de totale omzet. Het heeft 12 fabrieken in Europa, waaronder in Roden en Roeselare, en een in Thailand. De producten worden in ruim 100 landen verkocht. In 2020 telde V&B 7107 werknemers, waarvan 2574 in Duitsland.